# Heinrich Heuer

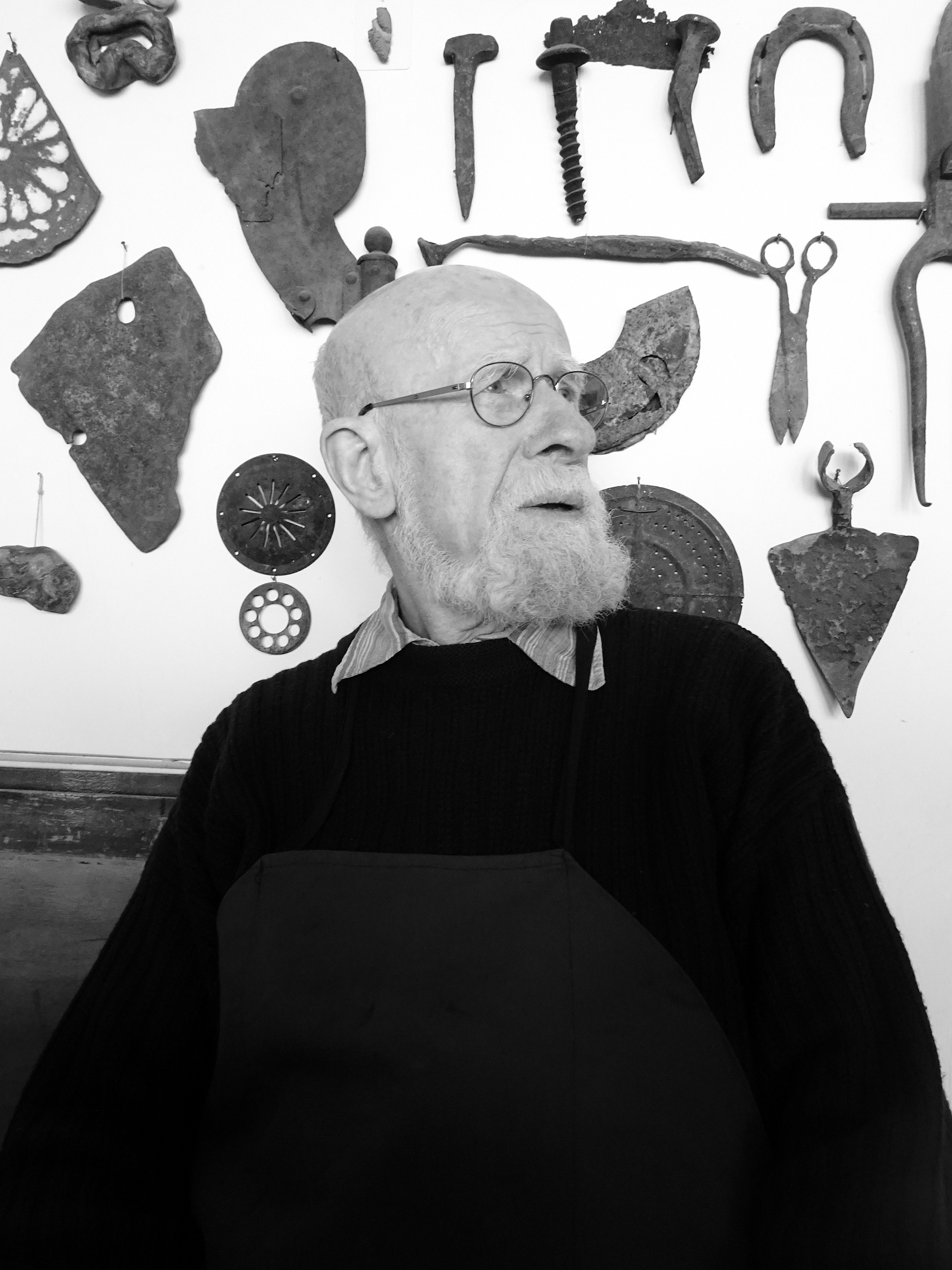
Heinrich Heuer, 2019

Heinrich Heuer (* 22. Januar 1934 in Sophienhof, Pommern; † 8. Januar 2023 in Wien) war ein österreichischer Künstler, Grafiker und Buchillustrator deutscher Herkunft.

## Leben
Heinrich Heuer wurde am 22. Januar 1934 als Sohn eines protestantischen Pastors in Sophienhof in Pommern geboren. Von 1953 bis 1956 studierte er bei Karl Rössing an der Akademie der Bildenden Künste Stuttgart. Im Zeitraum von 1957 bis 1959 absolvierte er die Meisterschule für Grafik an der Akademie der bildenden Künste Wien.
Heuer war seit 1959 mit der 1986 verstorbenen Künstlerin Christine Heuer verheiratet.
Er starb am 8. Januar 2023 im Alter von 88 Jahren in Wien.

## Ehrungen und Auszeichnungen
- 1971: Förderungspreis der Stadt Wien
- 1973: Stipendium für das Österreichische Kulturinstitut Rom
- 1980: Preis des Wiener Kunstfonds
- 1984: Preis des Theodor-Körner-Stiftungsfonds
- 1993: Grand Prix der I. Egyptian International Print Triennale
- 2000: Preis der Stadt Wien für Bildende Kunst

## Buchillustrationen (Auswahl)
- Eileen Margo (Hrsg.): Im Reich des Grauens. Die besten unheimlichen Geschichten. Bertelsmann, Gütersloh o. J.
- Oscar Wilde: Das Gespenst von Canterville. Bertelsmann, Gütersloh 1960.
- Gustav Meyrink: Der Golem. Bertelsmann, Gütersloh 1962.
- Oscar Wilde: Das Bildnis des Dorian Gray. Bertelsmann, Gütersloh 1962.